# Thalaba the Destroyer

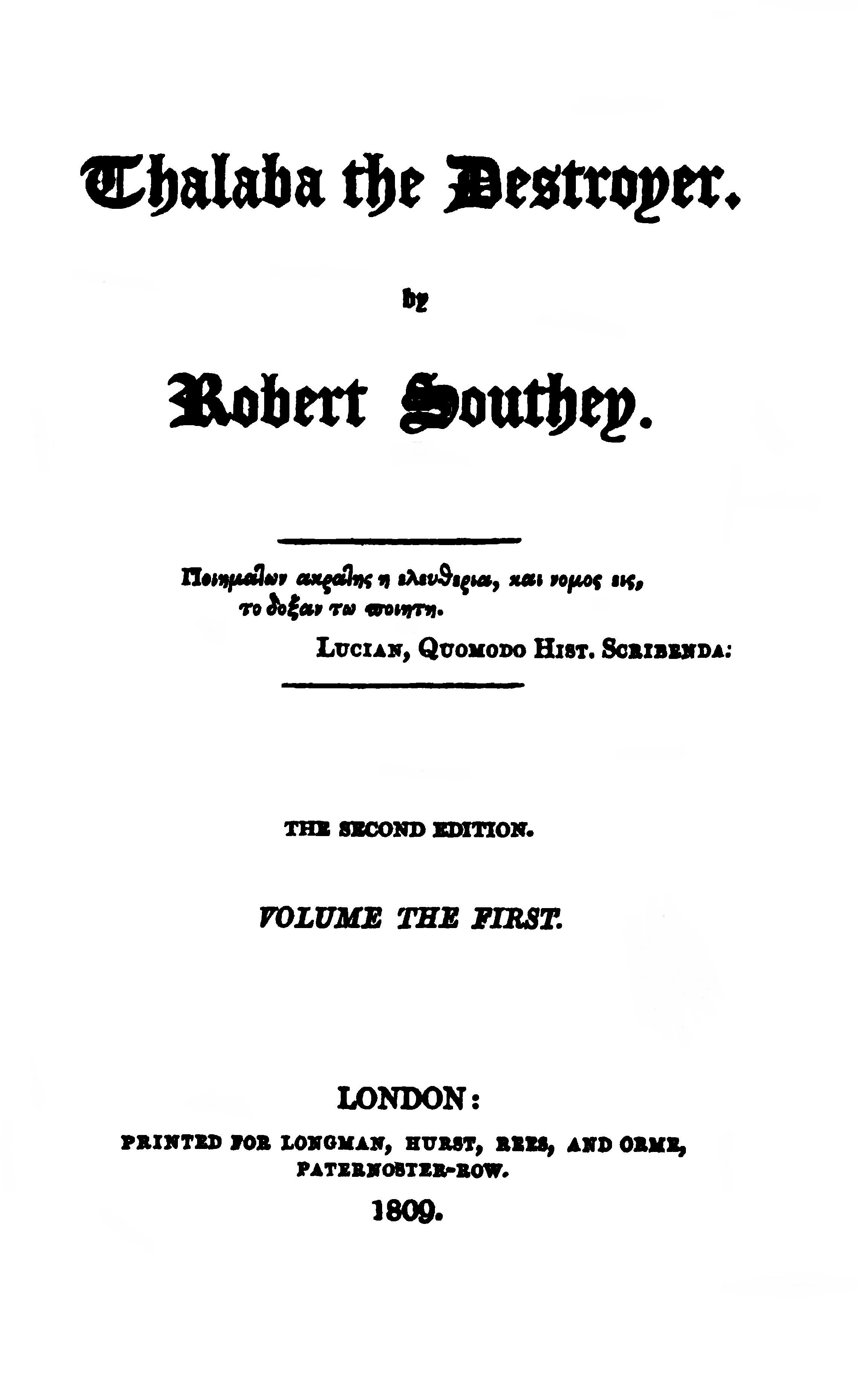
Strona tytułowa poematu Thalaba the Destroyer

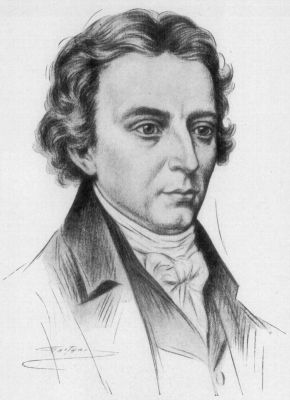
Robert Southey

Thalaba the Destroyer – poemat epicki Roberta Southeya z 1801. Utwór zalicza się do nurtu orientalnego romantyzmu, podobnie jak Giaur George'a Gordona Byrona. Poemat mieści się w cyklu epickich opowieści Southeya, osadzonych w egzotycznej scenerii. Jest osadzony w realiach Arabii, podczas gdy Madoc dzieje się w Meksyku, a The Curse of Kehama w Indiach. W kilku miejscach poeta nawiązuje do twórczości Edmunda Spensera. Utwór został napisany nierymowanym wierszem nieregularnym ułożonym w strofy o różnej długości. 
W utworze pojawia się, prawdopodobnie po raz pierwszy w literaturze angielskiej motyw wampira. Tytułowy bohater spotyka widmo swojej ukochanej, Oneizy, która zmarła w noc poślubną i jest zmuszony przebić je dzidą. 
Alas! the setting sun, 

Saw Zeinab in her bliss,

Hodeirah's wife belov'd.

Alas ! the wife belov'd,

The fruitful mother late.

Whom when the daughters of Arabia nam'd, 

They wished their lot like hers ; 

She wanders o'er the desert sands 

A wretched widow now. 

The fruitful mother of so fair a race, 

With only one preserved. 

She wanders o'er the wilderness.